# Scarpa d'oro 1985
La Scarpa d'oro 1985 è il riconoscimento calcistico che è stato assegnato al miglior marcatore assoluto in Europa tenendo presente le marcature segnate nel rispettivo campionato nazionale nella stagione 1984-1985. Il vincitore del premio è stato Fernando Gomes con 39 reti nella Primeira Divisão.

## Classifica finale
| Pos | Campionato       | Nome              | Squadra  | Gol |
| --- | ---------------- | ----------------- | -------- | --- |
| 1   | Primeira Divisão | Fernando Gomes    | Porto    | 39  |
| 2   | Irish League     | Martin McGaughey  | Linfield | 34  |
| 3   | Division 1       | Vahid Halilhodžić | Nantes   | 28  |